# Ghosting (televisión)
El ghosting, coloquialmente estela y más formalmente imagen fantasma, es un término utilizado en radiodifusión de señales de televisión analógica.
Este efecto introduce una réplica de la imagen transmitida, desplazada en posición, que se superpone (suma) a la imagen que se está recibiendo. Este efecto es principalmente debido a reflexiones de la señal transmitida. La imagen desplazada que se suma en mayor o menor intensidad a la que se transmite se puede asociar a esta reflexión del señal.
Una imagen puede dejar una estela ocasionada por más de una reflexión. La intensidad de las imágenes superpuestas y su desplazamiento, normalmente horizontal, dependen de las características de la causa de estas reflexiones del señal.

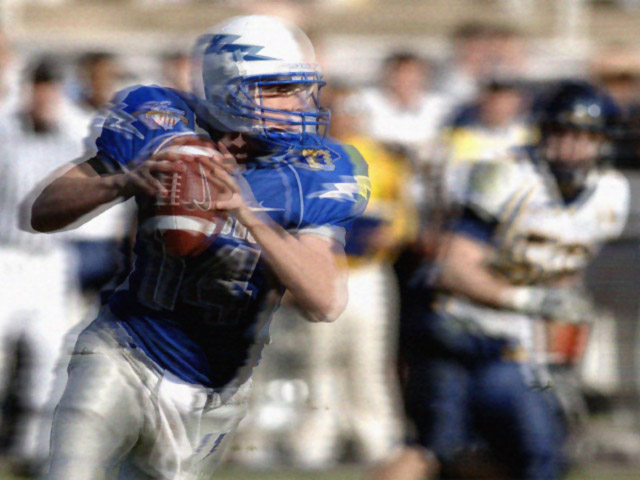
Ejemplo de ghosting en transmisión de televisión analógica.

Ghosting también es un término de la televisión digital referido al desenfoque de movimiento que provoca en la imagen un efecto similar.

## Desplazamiento horizontal
La imagen fantasma, es decir, la imagen superpuesta, puede aparecer con distinta intensidad. Lo que siempre sucede es que está más o menos desplazada horizontalmente respecto a la original. Esto es debido a la forma del señal de video analógico.
Una reflexión de la señal origina una diferencia de recorrido con la señal que se está transmitiendo. Esto implica que la reflexión tarda más tiempo en transmitirse por el canal: llega retrasada respecto a la señal que estamos transmitiendo.
El efecto que se obtiene es un eco. En audio, el efecto es muy fácil de comprender.
En video analógico, debemos tener en cuenta que se está transmitiendo la imagen línea a línea, y que un eco nos producirá el desplazamiento de ésta. Este retardo implica un desplazamiento espacial de la línea hacia la derecha (tanto si nos referimos a la señal en tiempo como si nos referimos al espacio en el monitor).
Este efecto se produce en todas las líneas del campo y por ello obtenemos una imagen desplazada.

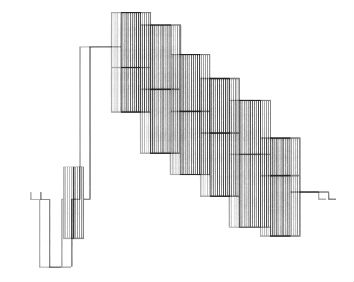
Señal de barras de vídeo analógico y una reflexión. Estas señales sumadas originan sumatorios originen estelas.

Es por esta razón que el desplazamiento es horizontal y no vertical.

## Causas

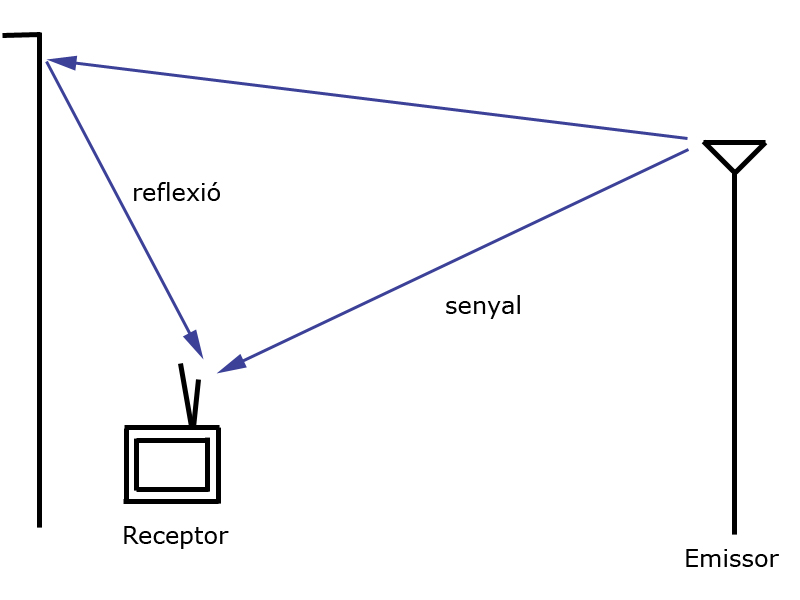
Ejemplo de una transmisión donde se produce una reflexión. Edificios, montañas, nubes, aviones…

Las causas más frecuentes que dejan estelas son:
- Desadaptación de impedancias en algún punto del canal de comunicación, que causa reflexiones indeseadas de la señal.
- Diferencia de camino: La distorsión originada a causa de la diferencia de camino, dado que las ondas de rediofrecuencia pueden reflejarse en edificios, nubes…

## Un problema en analógico, no en digital
El ghosting es un defecto de radiodifusión analógica. En televisión digital terrestre se transmite la señal modulada en COFDM y el formato es muy diferente: se transmiten bits en lugar de una señal analógica proporcional a la información de la imagen.
La Interferencia entre canales se denomina en muchas ocasiones ghosting, pero es un efecto muy distinto y es obviamente debido a otras causas.

### Preeco
En pocos casos, la imagen con estela se ve desplazada a la izquierda de la imagen principal. En esta situación se ha producido preeco.
Normalmente esto sucede cuando se instala un receptor (antena) en una televisión que ya disponía de un flujo de datos, ya se trate de antena o cable. Este nuevo receptor, en el caso de que reciba las señales de radiofrecuencia más rápidamente, origina este preeco.